# Saccharum brevibarbe
Saccharum brevibarbe là một loài thực vật có hoa trong họ Hòa thảo. Loài này được (Michx.) Pers. miêu tả khoa học đầu tiên năm 1805.